# Нижньоарметово
Нижьоарме́тово (рос. Нижнеарметово, башк. Түбәнге Әрмет) — село у складі Ішимбайського району Башкортостану, Росія. Адміністративний центр Арметовської сільської ради.
Населення — 590 осіб (2010; 754 в 2002).
Національний склад:
- башкири — 97%

## Видатні уродженці
- Нагуманов Дайлягай Сіраєвич — Герой Радянського Союзу.